# Юдин, Давид Беркович
Давид Беркович (Борисович) Юдин (21 мая 1919, Екатеринослав — 8 февраля 2006, Москва) — советский и российский математик, специалист по математическому программированию, теории управления, теории принятия решений, теории надёжности, математическим методам в экономике.

## Биография
Давид Беркович Юдин родился 21 мая 1919 года в Екатеринославе. Родители — Шолом-Бер Давидович Юдин (?—1952) и Сара Симховна Юдина (?—1942). Мать, сёстры Фрида и Ольга, и брат Михаил погибли в 1942 году.
Во время учёбы в школе часто участвовал в городских, областных и республиканских математических олимпиадах, и каждый раз попадал в число победителей. В 1936 году, после окончания 10 класса (за 9 лет), был без экзаменов зачислен на первый курс механико-математического факультета Днепропетровского университета. Окончил Днепропетровский университет в 1941 году.
С июля 1941 года Д. Б. Юдин — участник Великой Отечественной войны. В 1942 году вступил в ВКП(б). Демобилизовался в 1945 году в звании инженер-полковника. В 1948 году защитил в НИИ-5 ГАУ диссертацию на соискание учёной степени кандидата технических наук, а в 1957 году в Академии им. Фрунзе диссертацию на соискание учёной степени доктора технических наук.
В течение ряда лет Д. Б. Юдин консультировал Госплан СССР. В 1962 году он получил звание профессора. Более 35 лет (с 1962 года) являлся профессором кафедры математических методов анализа экономики экономического факультета МГУ. С 1994 года — профессор Высшей школы экономики.
Д. Б. Юдин — один из авторов метода эллипсоидов (1976). В ряде публикаций он применял этот метод для решения задач нелинейного программирования. Позднее на основе этого метода Л. Г. Хачиян разработал метод решения задачи линейного программирования, имеющий полиномиальную сложность.
Д. Б. Юдин опубликовал 18 монографий по различным разделам математического программирования, по теории и методам принятия решений, и более 200 научных работ.
Похоронен на Востряковском кладбище

## Звания и награды
Д. Б. Юдин награждён двумя орденами и 16 медалями.
В 1982 году Международным обществом по математическому программированию и Американским математическим обществом А. С. Немировскому, Л. Г. Хачияну и Д. Б. Юдину присвоена премия Фалкерсона по дискретной математике.
В 1993 году Д. Б. Юдину было присвоено звание «Заслуженный деятель науки и техники РСФСР».
В 1994 году Д. Б. Юдин был избран действительным членом Нью-Йоркской академии наук.

## Основные труды

### Монографии
- Юдин Д. Б., Гольштейн Е. Г. Задачи и методы линейного программирования. — М.: Советское радио, 1961. — 492 с.
- Гольштейн E. Г., Юдин Д. Б. Новые направления в линейном программировании. — М.: Советское радио, 1966.
- Юдин Д. Б., Гольштейн Е. Г. Линейное программирование. Теория, методы и приложения. 2-е изд. — М.: Изд-во «УРСС», 2012. — 424 с. — ISBN 978-5-396-00262-3
- Юдин Д. Б. Математические методы управления в условиях неполной информации: задачи и методы стохастического программирования. — М.: Советское радио, 1974. — 400 с.
- Немировский А. С., Юдин Д. Б. Сложность задач и эффективность методов оптимизации. — М.: Наука, 1979. — 384 с.
- Юдин Д. Б., Юдин А. Д. Экстремальные модели в экономике. — М.: Экономика, 1979.

### Статьи в научных журналах
- Иоффе А. Д., Юдин Д. Б. О некоторых нелинейных задачах стохастического программирования // Журнал вычислительной математики и математической физики, 1970, 10:1, 158—171.
- Юдин Д. Б., Немировский А. С. Информационная сложность и эффективные методы решения выпуклых экстремальных задач // Экономика и математические методы. — 1976. — Вып. 2. — С. 357—369.
- Немировский А. С., Юдин Д. Б. Методы оптимизации, адаптивные к «существенной» размерности задачи // Автоматика и телемеханика, 1977, № 4, 75—87.
- Немировский А. С., Юдин Д. Б. Эффективные методы решения задач выпуклого программирования большой размерности // Экономика и математические методы, 1979, № 2, с. 135—152.
- Шоломов Л. А., Юдин Д. Б. Синтез многошаговых схем выбора // Автоматика и телемеханика, 1986, № 10, 115—126.
- Цой Э. В., Юдин Д. Б. Обобщенное выпуклое программирование // Автоматика и телемеханика, 1989, № 3, 44—55.